# ثيودور إل. موريتز
ثيودور إل. موريتز (بالإنجليزية: Theodore L. Moritz)‏ هو سياسي أمريكي، ولد في 10 فبراير 1892 في توليدو في الولايات المتحدة، وتوفي في 13 مارس 1982. حزبياً، نشط في الحزب الديمقراطي والحزب الجمهوري. وقد انتخب عضو مجلس النواب الأمريكي.